# 12號州際公路
12號州際公路（英語：Interstate 12，簡稱I-12）是美國州際公路系統的一部份，全部位於路易斯安那州。全長85.59哩（137.74公里），呈東西走向。1993年，路易斯安那州议会為其命名為西佛罗里达共和国公園大道（Republic of West Florida Parkway）。